# 이다령
이다령(1991년 1월 23일 ~ )은 대한민국의 레이싱모델 및 영화 배우이다.

## 경력

### 레이싱모델 경력
- 2019년 - 금호타이어 레이싱모델
- 2015년 - 서울모터쇼 토요타 레이싱모델

## 영화
- 2017년 - 청년경찰
- 2014년 - 하이힐
- 2014년 - 한 번도 안 해본 여자
- 2013년 - 콩나물
- 2012년 - 점쟁이들